# Quý bà (tước hiệu)
Quý bà (từ nguyên gốc tiếng Anh: dame, phát âm: /deɪm/) là một tước hiệu và là kính ngữ (quý danh), dùng để chỉ một phụ nữ đã được tôn vinh và công nhận bởi một tổ chức hợp pháp, đã dùng trong thứ bậc hiệp sĩ Cơ đốc giáo và hiện dùng trong hệ thống vinh danh của Anh quốc (British honours system) và một số quốc gia thuộc Khối thịnh vượng chung (như Úc và New Zealand).
Trong tiếng Anh, từ "dame" tương ứng với kính ngữ chỉ nam giới là "sir" (ngài, quý ngài). Vào thời hiệp sĩ Cơ đốc giáo, "sir" là người đàn ông được phong hiệp sĩ, còn "dame" là người phụ nữ được phong tước sĩ, mà không gọi là nữ hiệp sĩ. Trong thời nay, "dame" ở tiếng Việt có thể dịch là nữ nam tước hoặc là quý bà tùy theo ngữ cảnh và nhân vật cụ thể. Hiện nay, ở Anh và khối thịnh vượng chung, phụ nữ không thuộc dòng dõi Hoàng gia vẫn có thể được phong tước hiệu "dame", nếu có thành tích xuất sắc trong lĩnh vực nào đó và là công dân chính thức của nước  Anh hoặc của nước thuộc khối thịnh vượng chung.

## Lược sử
- Tước hiệu này xuất hiện vào thế kỉ XIV ở "Cấp bậc Ê-min" (Order of the Ermine - /ˈɜːmɪn/) do công tước vùng Brittany là John V thành lập là cấp bậc của giới quý tộc Anh đầu tiên chấp nhận phụ nữ. Trước đó - so với tiêu chuẩn này - đã có khá nhiều nữ hiệp sĩ nhưng lại không được coi là quý bà, vì việc  phụ nữ tham gia vào các trận chiến thời trung cổ hoặc chỉ huy binh lính là điều không tưởng. Chẳng hạn như Joane Agnes Hotot ở Anh,[8] hoặc Jeanne d'Arc ở Pháp là nổi tiếng nhất.
- Một trong nữ hiệp sĩ Anh đầu tiên, mặc đầy đủ áo giáp ra trận là nữ công tước Gaita của Lombardy (còn gọi là Sikelgaita), luôn cưỡi ngựa và chiến đấu cạnh người chồng của mình là Robert Guiscard. Một phụ nữ khác là nữ hiệp sĩ - theo đúng nghĩa của từ - là Petronilla de Grandmesnil, nữ bá tước Leicester bảo vệ vùng đất của mình khỏi xâm lược của vua Anh Henry II trong cuộc nổi dậy chống xâm lược năm 1173.[9]
- Sau đó, tước hiệu "Dame" được phong cho vợ của một hiệp sĩ đã được phong tước, nhưng cách sử dụng này đã được thay thế bằng tước hiệu "Lady" (phu nhân) ở thế kỷ XVII. Đến năm 1917, quý danh này mới được xem là tước hiệu chính thức, tương đương với tước hiệu hiệp sĩ của nam giới trong Order of the British Empire (cấp bậc Hoàng gia Anh), rồi được mở rộng cho Order Royal Victorian (cấp bậc Hoàng gia Vic-tô-ria) vào cuối thế kỉ XIX cho đến nay.[10]
- Theo cấp bậc này, tước hiệu quý bà có thể phong cho người ngoài Hoàng tộc, trong đó người trẻ nhất được phong tước là nữ thủy thủ Anh Ellen MacArthur ở tuổi 28.[11] Người lớn tuổi nhất là nữ diễn viên Anh Gwen Ffrangcon-Davies ở tuổi 100.[12]

## Một số Quý bà không có dòng dõi Hoàng gia

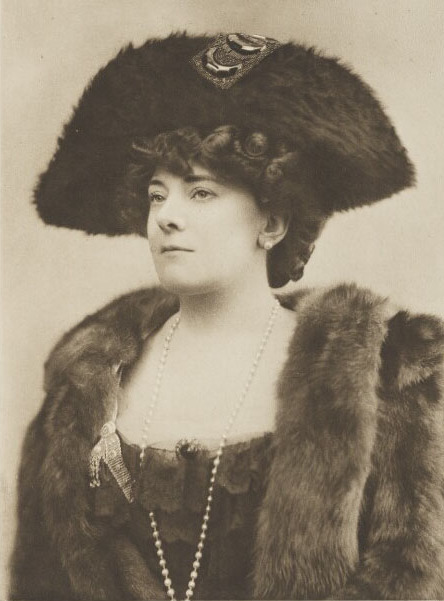
Fanny Lucy Houston (1857 -  1936) là một nhà từ thiện và hoạt động chính trị người Anh, được phong tước năm 1910
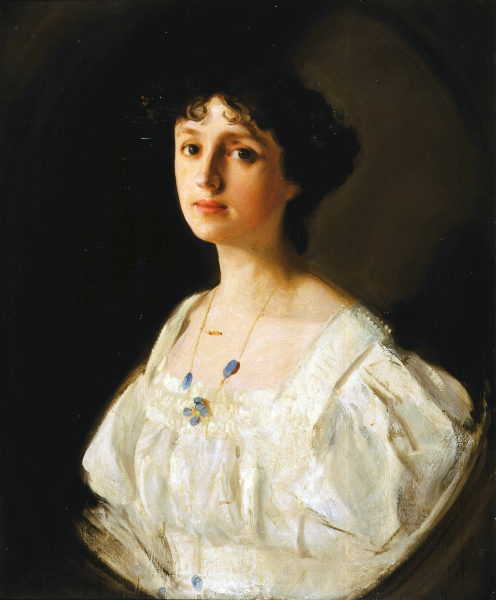
Florence Lilian Braithwaite (1873 - 1948) nữ diễn viên kịch, phim câm và phim có tiếng nói, người Anh, được phong tước năm1943
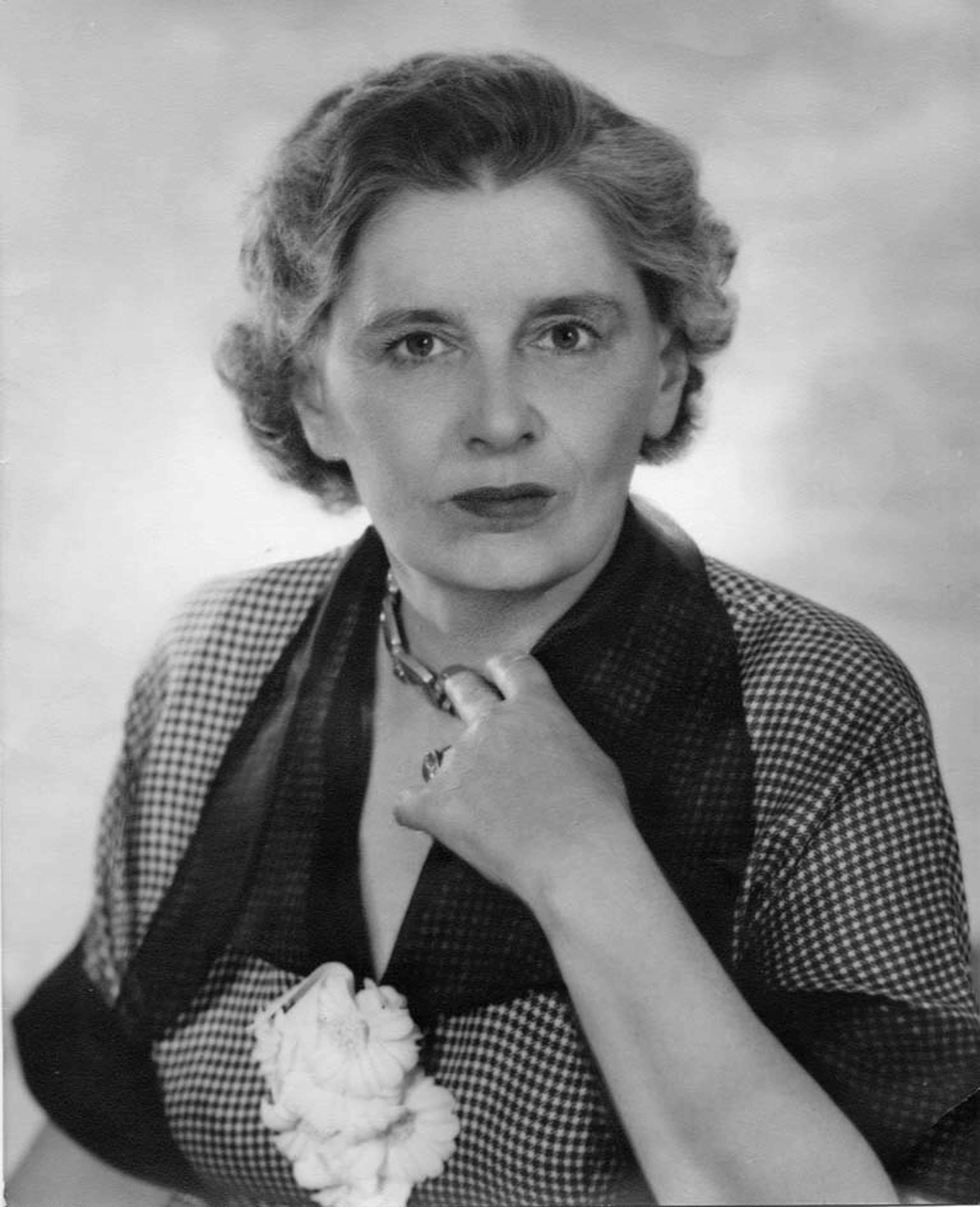
Cicily Isabel Fairfield DBE (1892 - 1983) là tác giả, nhà báo, nhà phê bình văn học và nhà văn i Anh, được phong tước năm 1959.
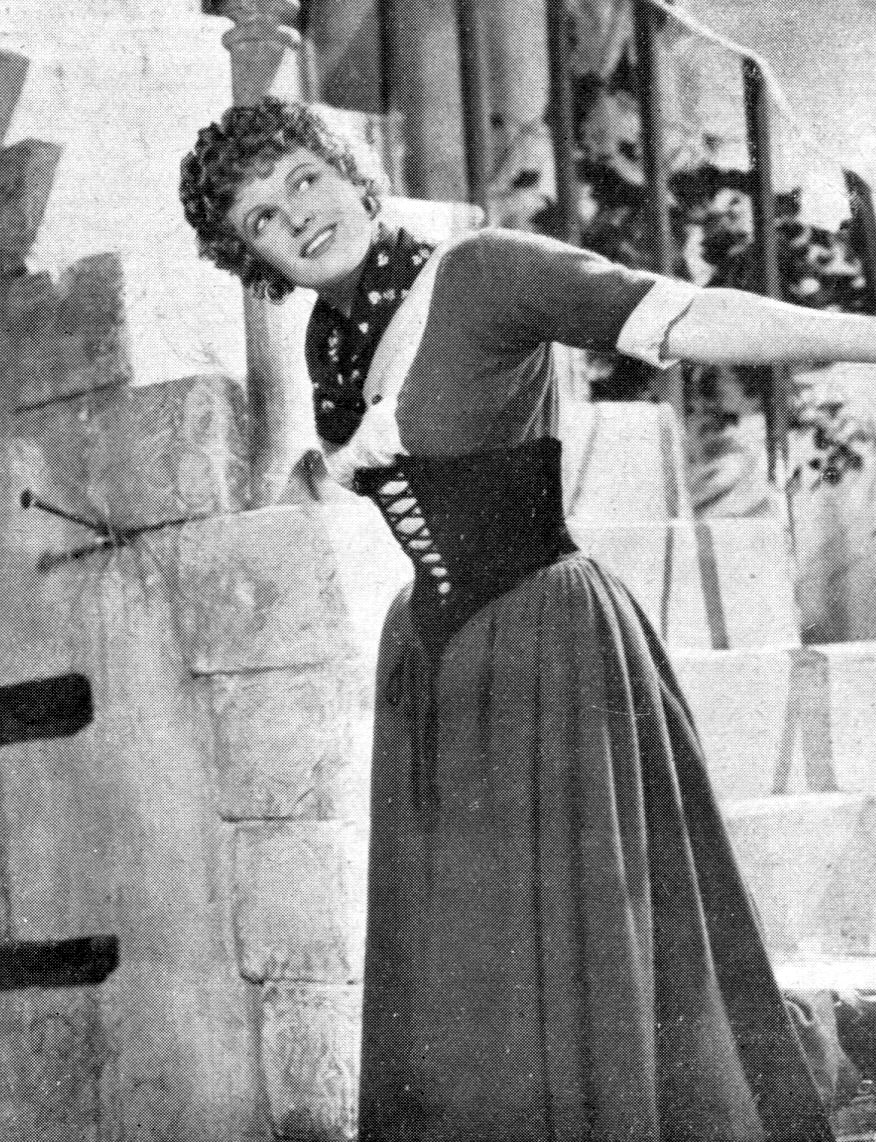
Florence Marjorie Wilcox (1904 - 1986), nữ diễn viên, ca sĩ và vũ công người Anh, được phong tước năm 1969.
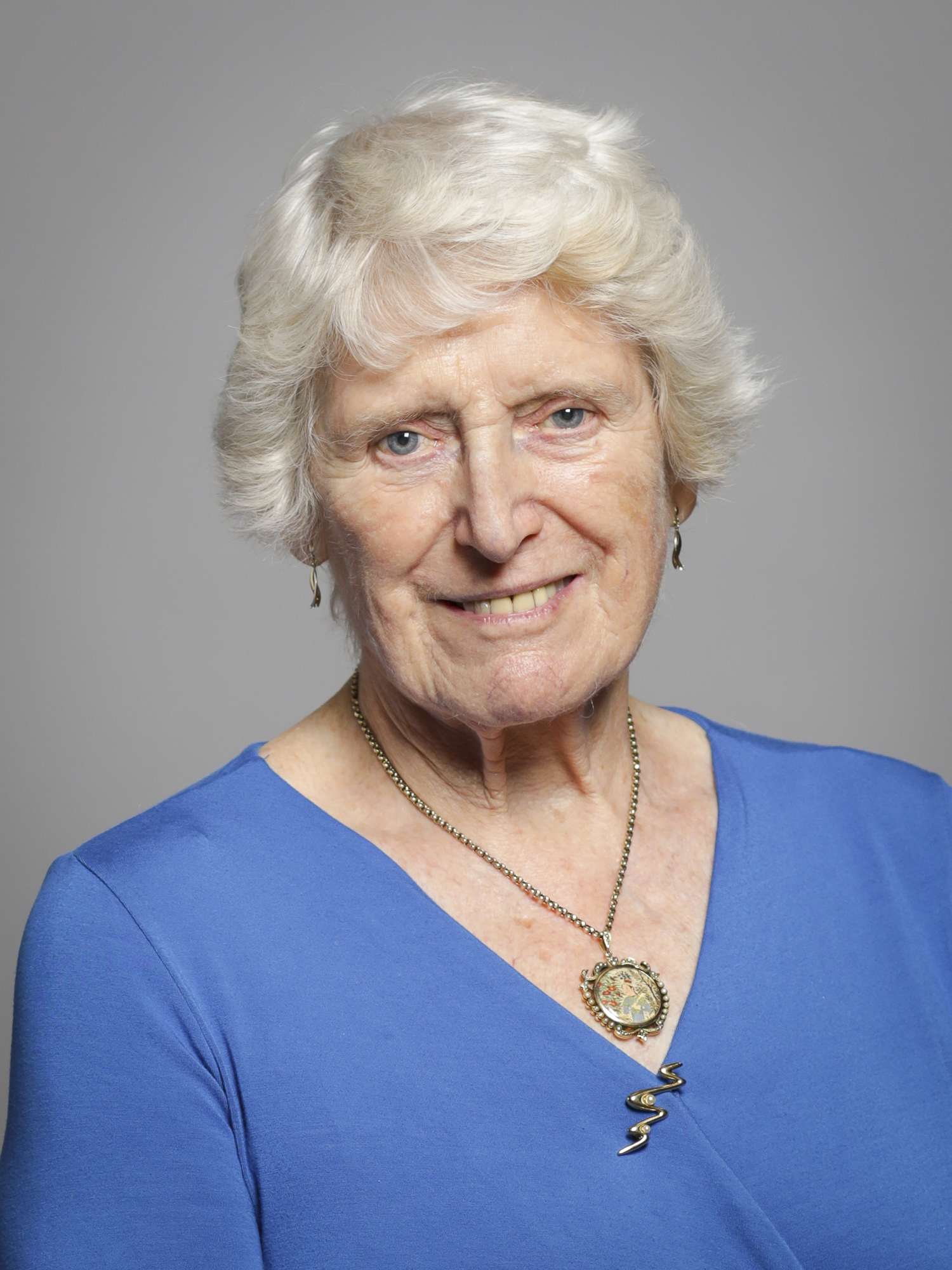
Ann Elizabeth Oldfield Butler-Sloss (sinh 1933) thẩm phán, chủ trì cuộc điều tra về cái chết của Công nương Diana, được phong tước năm 1979.
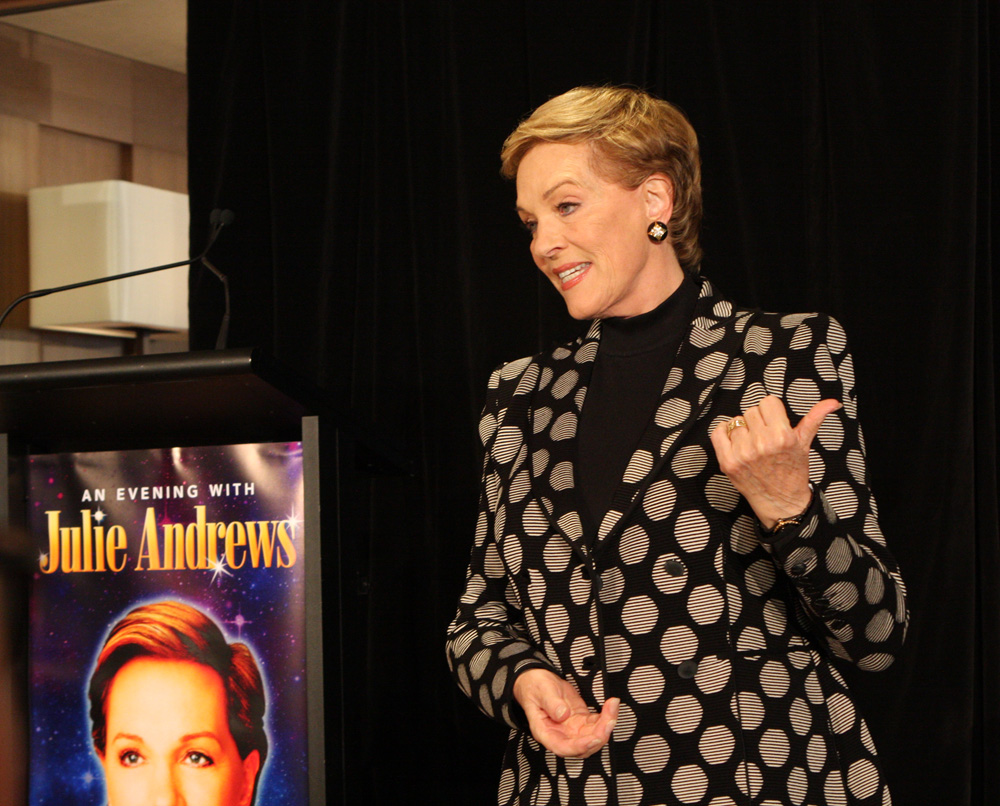
Julie Andrews (sinh 1935) là diễn viên, ca sĩ và tác giả người Anh, huyền thoại Disney 1991, được phong tước năm 2000.
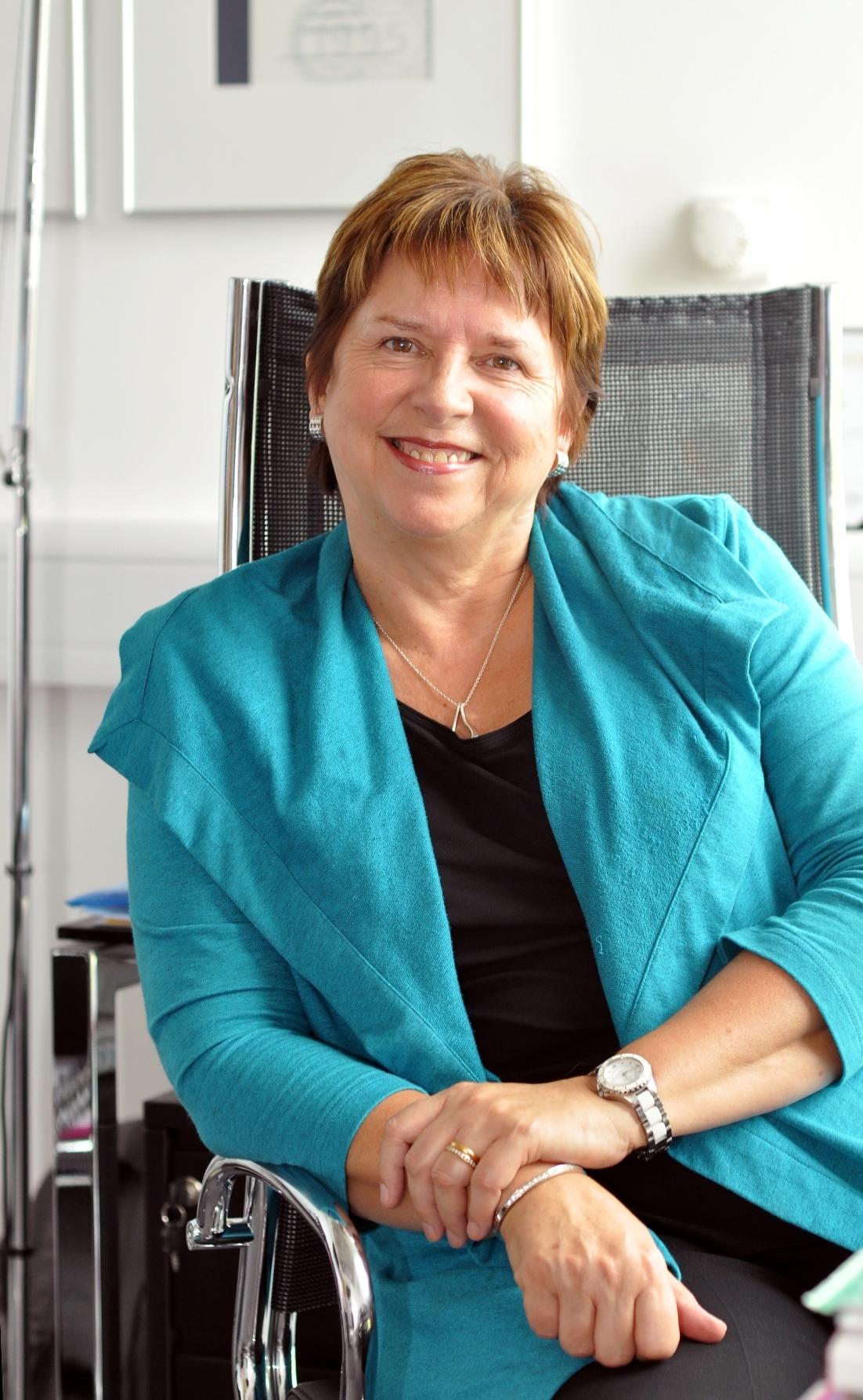
Dame Wendy Hall (sinh năm 1952) là giáo sư khoa học máy tính tại Đại học Southampton, được phong tước năm 2009.
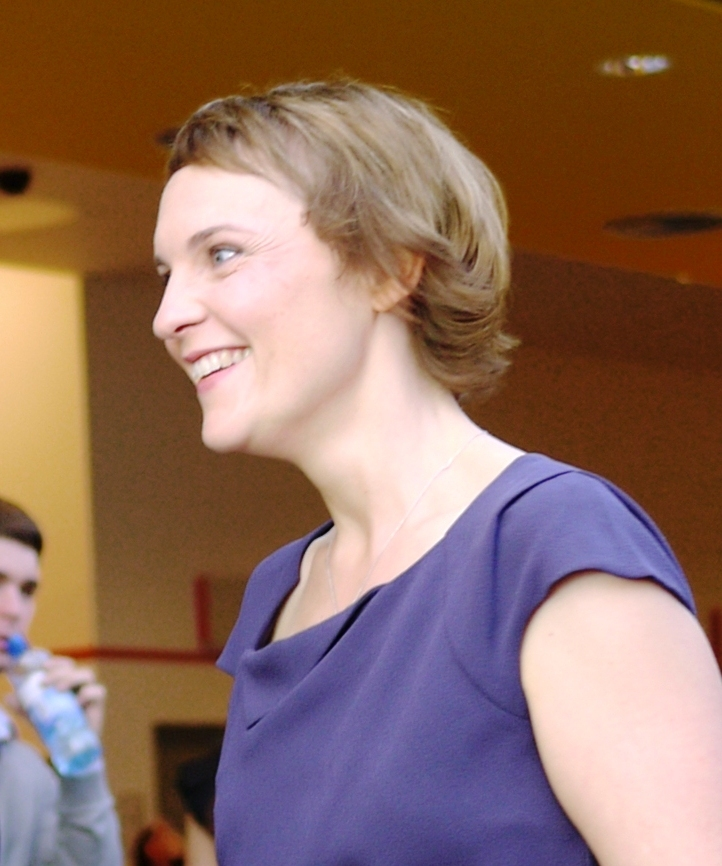
Dame Justine Thornton (sinh năm 1970) luật sư và thẩm phán của Tòa án tối cao của Anh và xứ Wales, được phong tước năm 2019.
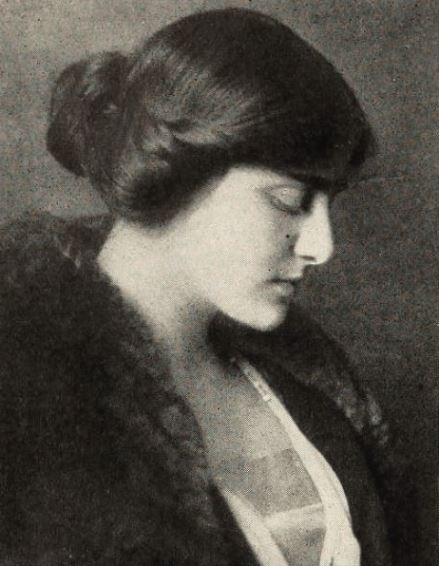
Myra Hess (1890 - 1965) là nghệ sĩ dương cầm gốc Do Thái, được phong "quý bà" do nhiều đóng góp cho nước Anh.